# Марія Шкаричич
Марі́я Шкари́чич (хорв. Marija Škaričić; 6 серпня 1977, Спліт, Югославія) — хорватська акторка театру та кіно.

## Біографія
Марія Шкаричич народилася в Спліті. Тут закінчила середню школу та займалася у Міському молодіжному театрі.
1997 року з третьої спроби вступила до Академії драматичного мистецтва у Загребі. Навчання в академії закінчила 2003 року, а вже з 2001 почала грати в провідних театрах Хорватії. Серед її робіт, зокрема, ролі в спектаклях «Мандрагола» Хорватського національного театру в Спліті, «Диспут» та «Злочин і кара» Хорватського національного театру імені Івана Зайца у Рієці, «Наречена вітру» та «Васса Желєзнова» Хорватського національного театру в Загребі, «Червона Шапочка в місті» Загребського міського театру «Жар-Птиця».
Зніматися в кіно почала з 2000 року. У її доробку низка телесеріалів, короткометражних та повнометражних художніх фільмів. 2011 року акторка була відзначена премією Shooting Stars Берлінського міжнародного кінофестивалю. Вона стала другою хорватською акторкою, яка здобула цю нагороду.
Марія Шкаричич є доценткою Академії драматичного мистецтва у Загребі, викладає акторське мистецтво.

## Творчість
| Рік  | Назва фільму                                                              | Роль            |
| ---- | ------------------------------------------------------------------------- | --------------- |
| 2000 | Pos'o je dobar, a para laka                                               |                 |
| 2000 | Blagajnica hoće ići na more                                               | Касирка на морі |
| 2000 | Жоден із сатараш (Ništa od sataraša)                                      | Офіціантка      |
| 2001 | Жовтий, уперед (Ajmo žuti)                                                | Подруга Круно   |
| 2002 | Не дай Бог, статися злу (Ne dao Bog većeg zla)                            | Касирка         |
| 2004 | Nije bed                                                                  |                 |
| 2004 | Перепрошую за кунг-фу (Oprosti za kung fu)                                | Породілля № 1   |
| 2004 | Ця дивовижна сплітська ніч (Ta divna splitska noć)                        | Майя            |
| 2004 | Сто хвилин слави (Sto minuta Slave)                                       | Пастушка        |
| 2004 | Товариство Ісуса (Družba Isusova)                                         | Служниця № 1    |
| 2005 | Мертві кути (Mrtvi kutovi)                                                | Леа             |
| 2005 | Який то чоловік без вусів? (Što je muškarac bez brkova?)                  | Любіца          |
| 2006 | Найбільша помилка Альберта Ейнштейна (Najveća pogreška Alberta Einsteina) | Андрейя         |
| 2006 | Фройляйн (Gospođica)                                                      | Ана             |
| 2007 | Крадій спогадів (Kradljivac uspomena)                                     |                 |
| 2007 | Насправді, диво (Pravo čudo)                                              | Сестра          |
| 2008 | За склом (Iza stakla)                                                     | Сестра          |
| 2009 | Людина під столом (Čovjek ispod stola)                                    | Ясна            |
| 2009 | В країні чудес (U zemlji čudesa)                                          | Тітка           |
| 2009 | Загребські оповідки (Zagrebačke priče)                                    |                 |
| 2010 | Мати асфальту (Majka asfalta)                                             | Маре            |
| 2010 | Шахада (Shahada)                                                          | Лейла           |
| 2010 | Жовтий місяць (Zuti mjesec)                                               | Марія           |
| 2011 | Плями (Fleke)                                                             | Медсестра       |
| 2011 | Висока напруга в моді (Visoka modna napetost)                             | Марія           |
| 2011 | Красуня Біондіна (Bella Biondina)                                         | Тонка           |
| 2012 | Квіткова площа (Cvjetni trg)                                              | Ірена           |
| 2012 | Істальгія                                                                 | Аіда            |
| 2013 | Діти священика                                                            | Марія           |
| 2014 | Зцілення — Життя іншої (Cure — Život druge)                               | Мати Етаса      |
| 2015 | Фантастична (Fantasticna)                                                 | Марта           |
| 2017 | Прибиральниця (Čistačica)                                                 | Прибиральниця   |
| 2020 | Груди (Grudi)                                                             | Ана             |
| 2020 | Маре (Mare)                                                               | Маре            |
| 2020 | Tereza37 (Tereza37)                                                       | Мірела          |
| 2020 | Альба (Alba)                                                              | Альба           |

| Рік         | Назва фільму                                               | Роль              |
| ----------- | ---------------------------------------------------------- | ----------------- |
| 2002        | Нова ера (Novo doba)                                       | Голова комуни     |
| 2005 — 2006 | Бумеранг (Bumerang)                                        | Ірена             |
| 2007        | Операція Кайман (Operacija Kajman)                         | Тонкіца           |
| 2008        | Бітанг і принцеси (Bitange i princeze)                     | Вагітна жінка     |
| 2008        | Mamutica                                                   | Сюзана            |
| 2009        | Візьми перерву, ти на це заслужив (Odmori se, zaslužio si) | Люція             |
| 2011 — 2012 | Provodi i sprovodi                                         | Ніцкі Валентина   |
| 2015 — 2016 | Хорват (Horvatovi)                                         | Ніколіна          |
| 2017        | Гоморра (Gomorra)                                          | Бранка            |
| 2018        | Груди (Grudi)                                              | Ана               |
| 2019        | Успіх                                                      | інспекторка Калич |
| 2020        | Зниклі (Nestali)                                           | невідома особа    |

## Нагороди
| Рік  | Нагорода              | Категорія                        | Назва фільму               | Результат |
| ---- | --------------------- | -------------------------------- | -------------------------- | --------- |
| 2004 | Серце Сараєва         | Нагорода найкращій акторці       | Ця дивовижна сплітська ніч | Перемога  |
| 2006 | Серце Сараєва         | Нагорода найкращій акторці       | Фройляйн                   | Перемога  |
| 2010 | Золота Арена          | Найкраща акторка в головній ролі | Мати асфальту              | Перемога  |
| 2011 | Golden FIPA           | Найкраща акторка                 | Мати асфальту              | Перемога  |
| 2011 | Премія Shooting Stars |                                  |                            | Перемога  |
| 2020 | Серце Сараєва         | Нагорода найкращій акторці       | Маре                       | Перемога  |